# Турка (Бурятія)
Турка (рос. Турка) — село (з 1974 по 2006 — селище міського типу) Прибайкальського району, Бурятії Росії. Входить до складу Сільського поселення Туркинського.
Населення — 1450 осіб (2015 рік).

## Видатні уродженці
- Новолодський Олексій Борисович — Герой Соціалістичної Праці.